# Блинчики по-гунделевски

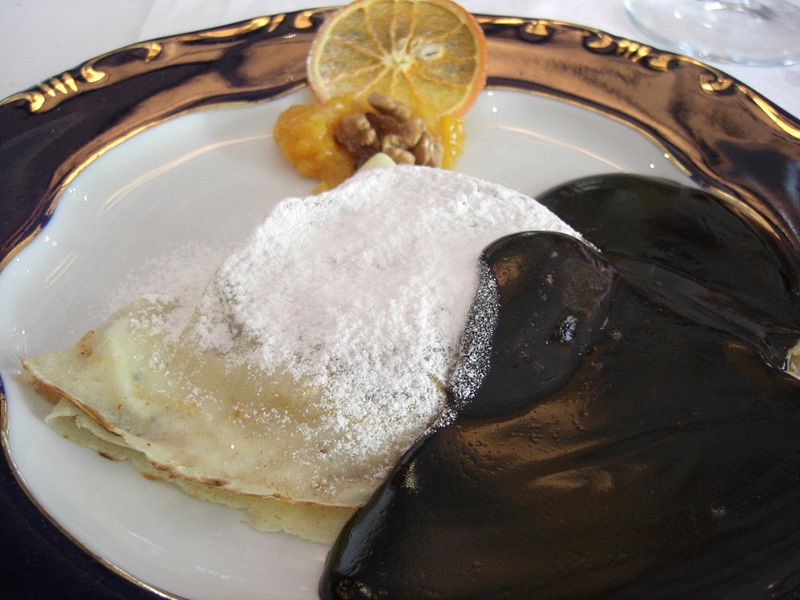
Блинчики по-гунделевски, сервированные в ресторане «Гундель»

Блинчики по-гу́нделевски (блинчики а-ля Гундель, гу́ндель-палачи́нта венг. Gundel-palacsinta) — десертное блюдо венгерской кухни, блинчики с ореховой начинкой в шоколадной подливе с ромом, изобретение знаменитого кулинара Кароя Гунделя. Кулинарный хунгарикум и фирменное блюдо будапештского ресторана «Гундель».
Венгерские блинчики готовят очень тонкими на молоке или газированной воде. Начинку для блинчиков из молотых грецких орехов заваривают в пюреобразную массу на молоке с сахаром и корицей и замоченными накануне изюмом и апельсиновой цедрой. Шоколадную подливку готовят на основе шоколадного соуса со взбитыми сливками и ромом. Блинчики начиняют ореховой кремовой массой, сворачивают в трубочку или треугольниками и обжаривают в масле на сковороде или запекают в духовом шкафу, перед подачей поливают шоколадной подливкой. Иногда блинчики по-гунделевски ошибочно фламбируют, тем самым выжигая ром, вкус которого является характерной чертой десерта.